# Stephan Busch
Stephan Busch (* 1966 in Köln) ist ein deutscher Altphilologe.

## Leben
Stephan Busch studierte Latein und Griechisch an der Universität zu Köln und absolvierte 1991 das Erste Staatsexamen für das Lehramt an Gymnasien. Nach zwei Jahren als Wissenschaftlicher Assistent wurde er 1996 bei Wolfgang Dieter Lebek mit der Dissertation Versus balnearum: Die antike Dichtung über Bäder und Baden im römischen Reich promoviert. Anschließend arbeitete er als Wissenschaftlicher Assistent für Lebek an der Universität Köln.
2002 erhielt Busch den Hendrik Casimir-Karl Ziegler-Forschungspreis der Nordrhein-Westfälischen Akademie der Wissenschaften, der ihm einen einjährigen Forschungsaufenthalt an der Universität Leiden ermöglichte. Nach seiner Rückkehr nach Köln habilitierte er sich 2003 mit der Arbeit Caesars Bellum Gallicum: Erzählerstandpunkt und Leserhorizont. Anschließend arbeitete er bis 2005 als Wissenschaftlicher Mitarbeiter am Institut für Altertumskunde der Universität Köln, von 2004 bis 2006 außerdem als Dozent und Universitätsdozent für Latein an der Universität Leiden. Im Sommersemester 2005 vertrat er den latinistischen Lehrstuhl an der Universität Bonn. Seit 2006 ist Busch Professor für Klassische Philologie (insbesondere Latinistik) an der Universität Trier.
Zu seinen Forschungsschwerpunkten gehören Erzähltechnik und Erzählstruktur antiker Texte, das antike Epigramm, die inschriftliche Überlieferung von Literatur und Rezeptionsgeschichte der Antike.